# Međunarodni filmski festival u Rotterdamu
Međunarodni filmski festival u Rotterdamu jedan je od najprestižnijih filmskih festivala u svijetu i najpoznatiji inkubator za nove filmske autore, jer natjecateljski program (Tiger Competition) rezerviran je za prve i druge filmove novih autora.
Unutar festivala, osim Tiger Competitiona, postoji još niz drugih programa, a posebno valja istaknuti i najveći međunarodni ko-produkcijski market za filmske projekte u svijetu - CineMart.

## Vanjske poveznice
- Službene stranice